# いすゞ・ファーゴ
ファーゴ（Fargo）は、いすゞ自動車がかつて販売していたキャブオーバー型の商用車ならびにワンボックスタイプの乗用車である。

## 概要
ワゴンとバン、トラック、そしてマイクロバスが設定され、後のピアッツァにも通ずる、ガラス面積を大きく取った滑らかなボディスタイルが特徴であった。
ワゴン/バンモデルはバックドアのアウタードアハンドルが左右2か所にあり、どちらからでも開けられるなど便利な面もあったが、外観が地味であったこと、知名度の低さ、いすゞディーラーの販売力の関係もあり、さらに4WDモデルには最後までNAVi5を含むATが設定されなかったため、販売数の大半が商用モデルで、乗用車としての売上は他社のライバル車（トヨタ・ハイエース、日産・キャラバン、マツダ・ボンゴブローニイなど）と比較すると惨憺たるものであった。
その後、装備の充実を図ったり、2WDのみながらAT車（NAVi5ではないステップAT）を追加したり、さらにいすゞが小型乗用車事業から撤退した後もしばらくは自社での生産は続いていたが、ビッグホーンに代表されるSUVがヒットしたことも相まって当初からの地味なイメージは払拭できず、2代目モデルはいすゞの経営再建の都合上、日産・キャラバンのOEMモデルとなった。

## 初代（1980年-1995年）
| 初代ファーゴワゴン2.4Dターボ LS（1993年8月-1995年7月）   |  | 同リア2箇所にあるバックドアハンドルが初代の特徴（1993年8月-1995年7月）   |
| 初代ファーゴワゴン 2.4Dターボ LS （1993年8月-1995年7月） |  | 同リア 2箇所にあるバックドアハンドルが初代の特徴 （1993年8月-1995年7月） |

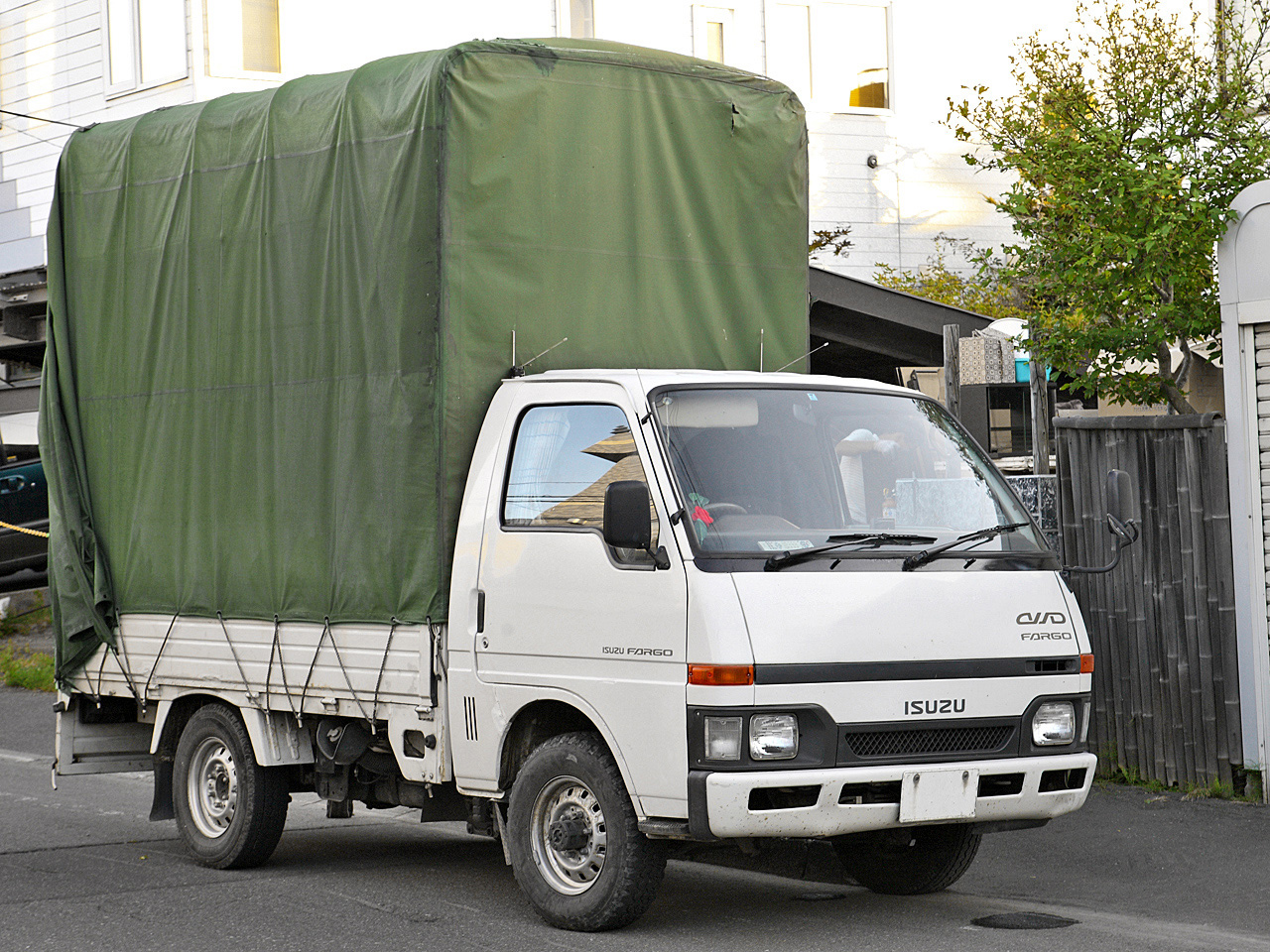
初代ファーゴトラック

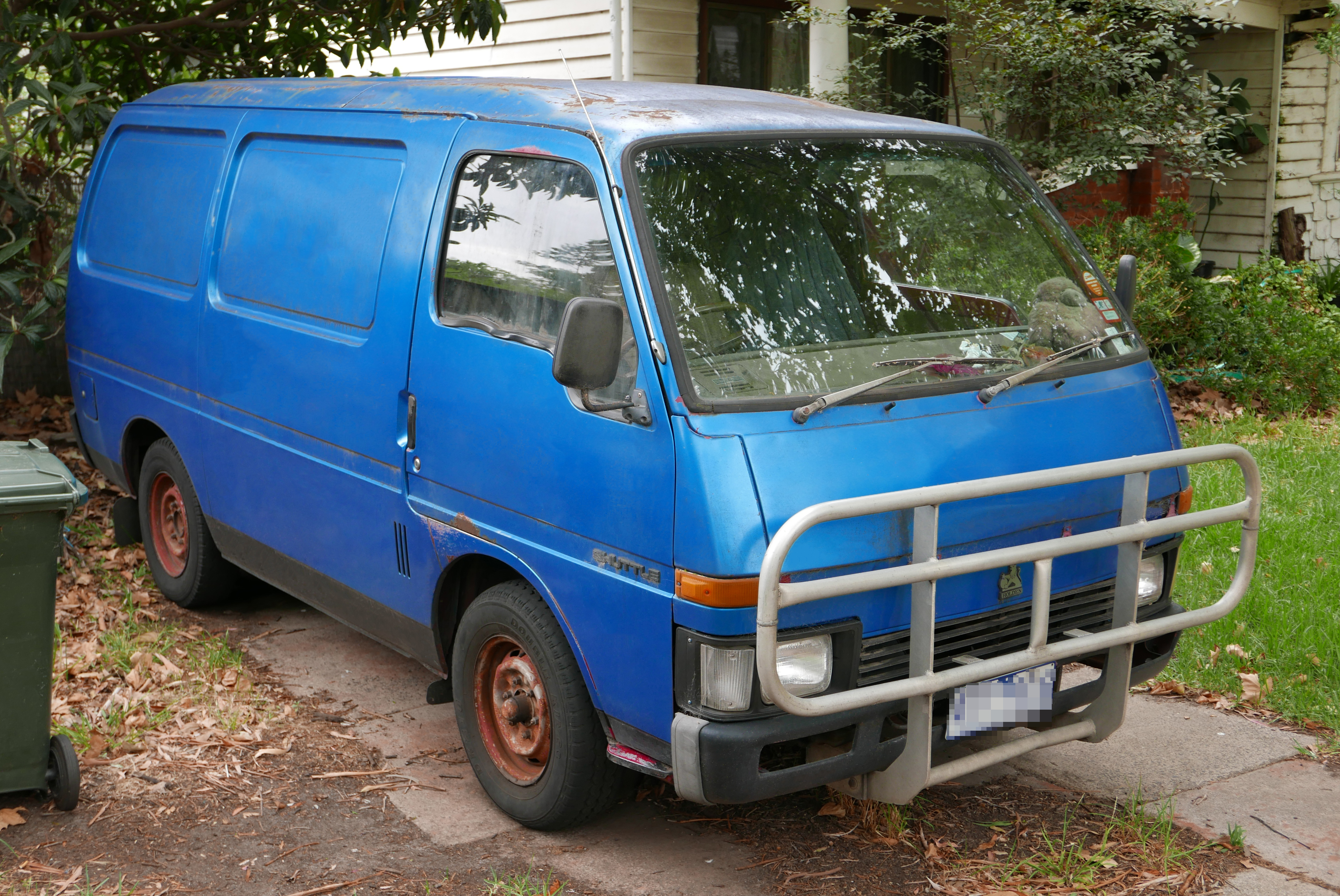
ホールデン・シャトル

- 1980年12月 - 新発売。エンジンはガソリンが1.6Lと1.8L、ディーゼルは1.8Lと2.0Lを設定。ワゴンは2.0Lディーゼルのみの設定。全車バイアスタイヤが標準であった。
- 1981年8月 - バンに2000ディーゼル追加。
- 1982年3月 - バンの一部変更。ガソリンエンジンは1.8L化/ディーゼルエンジンは2.0Lに統一。
- 1982年7月 - ワゴンLSにサンルーフと対面シートを標準装備。
- 1983年11月 - バンにパートタイム4WD車追加。ディーゼルのみの設定。
- 1984年1月 - ワゴンは全車ディーゼルターボを搭載。
- 1984年11月 - ワゴンに4WD車追加。
- 1986年1月 - マイナーチェンジ。ライトを異形タイプに変更・インパネ等全面変更。
- 1987年1月 - AT車追加。但し2WD車のみの設定。
- 1987年9月 - ワゴンが全車ターボ化。
- 1988年10月 - トラック追加。
- 1991年1月 - マイナーチェンジ。ディーゼルエンジンは4FG1型2.4Lに統一。内外装の意匠を多数変更。
- 1993年8月 - 最後のマイナーチェンジ。ワゴンのみ4FG1-T型2.4Lを搭載して再度ターボ化。ワゴンのリヤシートベルト3点化等小変更多数。エアコンは全車代替フロン化。
  - 海外では「ISUZU WFR」（「MIDI」の名で販売している地域もある。）として販売されている。また販売当時いすゞがGMと提携していた為、GM系列のボクスホールとベッドフォード（Bedford ）では「MIDI」（ベッドフォードでは「Seta」の名で売っている地域もある。）として販売された。 オーストラリアでは、ホールデンブランドで「Shuttle」と言う名前で販売されていた。
- また、導入台数、販売台数共に少ないが救急車の特装仕様もラインナップにあった。この救急車は加古川市消防本部等ごく一部で配備されていたが2015年現在、新潟県の加茂地域消防本部にのみ予備車として配備されている。2023年3月に廃車になった。

### エンジン
- ガソリン
- 4ZA1型 - 直列4気筒SOHC1.6L
- 4ZB1型 - 直列4気筒SOHC1,817cc
- 4ZC1型 - 直列4気筒SOHC1,994cc(後期より設定)

- ディーゼル
- 4FB1型 - 直列4気筒SOHC1.8L
- 4FC1型 - 直列4気筒SOHC1,995ccNA66ps、ターボ83ps
- 4FD1型 - 直列4気筒SOHC2,189cc73ps
- 4FG1型 - 直列4気筒SOHC2,380cc NA/ターボ共に85ps(トルクは異なる)

## 2代目（1995年-2001年）

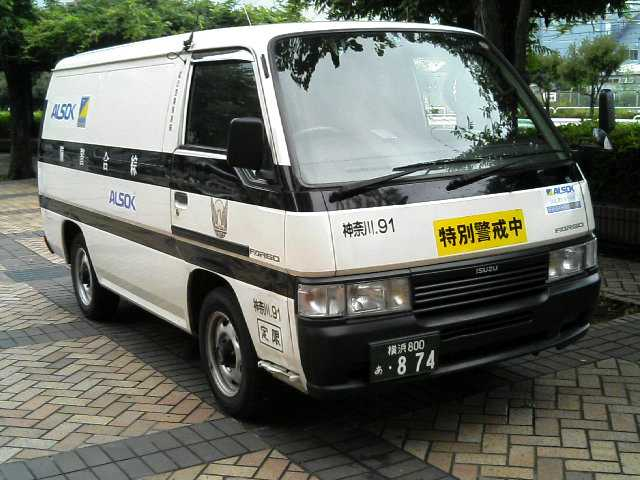
2代目ファーゴバン

1995年（平成7年）8月、フルモデルチェンジで2代目となる。この代より日産・キャラバンのOEMとなり、トラックは廃止され、F23型系日産・アトラス10のOEM供給車であるエルフ100が事実上の後継となる。2ベッド救急車もキャラバン同様にファーゴ3000スーパーアンビュランスとして設定された。ワゴンのグレードはキャラバンのDX相当が「LD」、GTクルーズ相当が「LS」である。LSのフロントグリルは日産・ホーミーのものを流用していた。
1997年（平成9年）7月、ファーゴフィリーの発売によりワゴンを廃止。バンのディーゼルエンジンは排気量3.2 Lの日産・QD32となる。
1999年（平成11年）6月、ガソリンエンジンがDOHC化された。
2001年（平成13年）5月、キャラバンのフルモデルチェンジに伴い車名をコモに変更してフルモデルチェンジ。ファーゴは20年の歴史に幕を閉じた。

### エンジン
- ガソリン
- NA20S型 - 直列4気筒 SOHC 1,998 cc 91 ps（NET）
- KA20DE型 - 直列4気筒 DOHC 1,998 cc 120 ps（NET）
- KA24DE型 - 直列4気筒 DOHC 2,388 cc 140 ps（NET）

- ディーゼル
- TD27型 - 直列4気筒 OHV 2,663 cc 85 ps（NET）
- TD27ETi型 - 直列4気筒 OHV 2,663 cc 130 ps（NET）
- QD32型 - 直列4気筒 OHV 3,153 cc 100 ps（NET）

## 車名の由来
- ファーゴ（Fargo）の由来はfar（遠くへ）go（行く）と言う意味の造語である。